# جداره ساختمان فهیمی
جداره ساختمان فهیمی مربوط به دوره پهلوی است و در تبریز، ضلع غربی خیابان ارتش شمالی، جنب بازار کره نی خانه واقع شده و این اثر در تاریخ ۲۸ اسفند ۱۳۸۵ با شمارهٔ ثبت ۱۸۶۸۲ به‌عنوان یکی از آثار ملی ایران به ثبت رسیده است.